# Ralph Meeker (reporter)
Pour l’acteur américain, voir Ralph Meeker.
Ralph Meeker était un journaliste d'investigation américain, qui a révélé plusieurs scandales financiers lors de la conquête de l'Ouest, au XIXe siècle.

## Biographie
Ralph Meeker écrivait pour le quotidien New York Herald, lancé avec succès par James Gordon Bennett senior. Il s'était lié avec le général George A. Custer, qui lui a transmis des informations sur les affaires de corruption concernant la gestion effectué par le Bureau des affaires indiennes. Ces révélations ont abouti à la chute conjointe du secrétaire à l'intérieur Columbus Delano et du secrétaire à la guerre William W. Belknap, les deux autorités de tutelle du Bureau des affaires indiennes. 
Ralph Meeker s'était installé dans la petite ville de Bismarck, pour enquêter sous le pseudonyme de J.D. Thomson, se faisant embaucher, grâce à l'aide de George A. Custer, au sein de la Berthold Indian Agency. Edward Fox, le correspondant du journal, Modoc War enquête également sur le même sujet. 
Finalement, Ralph Meeker parvient à prouver que Robert Seif, qui contrôle l'approvisionnement du poste militaire de Fort Abraham Lincoln, a versé un pot-de-vin de 12 000 dollars pour obtenir cette nomination, grâce à laquelle il procède à des surfacturations sur toutes les livraisons à l'armée, en particulier au 7e régiment de cavalerie de George A. Custer. 
Il bénéficie de l'aide discrète du journal local, le Bismarck Tribune, dirigé par un ami de George A. Custer, et découvre que tous les responsables des approvisionnements ont été changés en 1874, en échange de commissions versées à Orvil Grant, le frère du président américain Ulysses S. Grant. De juillet à octobre 1875, le New York Herald de James Gordon Bennett senior publie une série de grandes enquêtes sur le sujet.
À la suite de ces révélations, le général George A. Custer sera convoqué à Washington pour s'expliquer devant une commission du congrès, et placé dans la situation inconfortable de devoir critiquer Orvil Grant, le propre frère du président Ulysses S. Grant, ce qui finit par affaiblir la position du général, pourtant héros de la guerre de Sécession puis de l'expédition des Black Hills.